# Lucy Cohu
Lucy Cohu (Swindon, 2 ottobre 1968) è un'attrice britannica.

## Biografia
Nata a Swindon nel 1968, frequentò la Central School of Speech and Drama.
È stata sposata con il collega attore Corey Johnson, da cui ha poi divorziato. I due hanno avuto un figlio, Alexander, nato nel 2000, e una figlia, Lila, nata nel 2002.

## Carriera
Prima di lavorare come attrice, Lucy Cohu era animatrice di feste per bambini.
Dopo il diploma all'accademia, la prima apparizione teatrale dell'attrice è stata al Royal Exchange Theatre di Manchester, in una produzione di Orgoglio e pregiudizio di Jane Austen. Il debutto televisivo, invece, risale al 1991 in un episodio della serie televisiva Casualty. Negli anni ha lavorato molto per la televisione, interpretando ruoli quali quello del Maggiore Jessica Bailey nella fiction dell'irlandese ITV Soldier Soldier, seguita da diversi ruoli nella televisione britannica. Nel 2005 ha rappresentato la principessa Margaret in The Queen's Sister, per Channel 4. Per la sua performance è stata nominata al BAFTA Award e al Premio Emmy, che ha vinto. L'interpretazione della sorella della regina le ha fatto ottenere critiche positive. La stessa attrice ha dichiarato di aver interpretato il personaggio della principessa come una donna vera, con un'energia tremenda e un'insaziabile voglia di vita, ha quindi espresso la speranza che la produzione non offendesse nessuno della casata reale.
L'attrice è apparsa anche in Cape Wrath - Fuga dal passato, Ballet Shoes nel ruolo di Thea Danes e Torchwood: Children of Earth nel ruolo di Alice Carter, figlia del Capitano Jack Harkness.
Cohu ha recitato anche in alcune produzioni cinematografiche, quali Gosford Park e Becoming Jane - Il ritratto di una donna contro.
Dopo una pausa di otto anni dai palchi teatrali, Lucy Cohu è tornata a recitare in un revival di Speaking in Tongues al Duke of York's Theatre, affiancata da John Simm, Ian Hart e Kerry Fox, per il quale ha ricevuto critiche positive. A febbraio del 2010 ha iniziato un tour di cinque settimane per una produzione di An Enemy of the People al Crucible Theatre, interpretando il ruolo di Katrina Stockmann al fianco di Sir Antony Sher. Successivamente, è apparsa in una produzione di Broken Glass di Arthur Miller al Tricycle Theatre.

## Filmografia

### Cinema
- Pressing Engagement, regia di Jon Weinbren (1992)
- Gosford Park, regia di Robert Altman (2001)
- Becoming Jane - Il ritratto di una donna contro (Becoming Jane), regia di Julian Jarrold (2007)
- 1921 - Il mistero di Rookford (The Awakening), regia di Nick Murphy (2011)

### Televisione
- Casualty – serie TV (1991-1997)
- The Good Guys – serie TV, episodio Relative Values (1992)
- Sam Saturday – serie TV, episodio On the Other Hand (1992)
- I primi casi di Poirot (Poirot's Early Cases) – serie TV (1993)
- A Very Open Prison (1994)
- The Dwelling Place – serie TV, 3 episodi (1994)
- Loving (1995)
- Pie in the Sky – serie TV, episodio Swan in His Pride (1995)
- The Ruth Rendell Mysteries – serie TV, 2 episodi (1996)
- Peak Practice – serie TV, 3 episodi (1997)
- Rebecca – miniserie TV (1997)
- Soldier Soldier – serie TV, 7 episodi (1997)
- Wycliffe – serie TV, episodio Standing Stone (1998)
- RKO 281 - La vera storia di Quarto potere (RKO 281), regia di Benjamin Ross – film TV (1999)
- Reach for the Moon – serie TV, 6 episodi (2000)
- In Deep – serie TV, 2 episodi (2002)
- The Real Jane Austen (2002)
- Red Cap – serie TV, episodio Cold War (2003)
- Sweet Medicine – serie TV, 5 episodi (2003)
- Metropolitan Police – serie TV, 9 episodi (2004-2005)
- The Queen's Sister (2005)
- Cape Wrath - Fuga dal passato (Cape Wrath) (2007)
- Forgiven (2007)
- Il mio amico Einstein (Einstein and Eddington) – film TV (2008)
- Miss Marple (Agatha Christie's Marple) – serie TV, episodio 4x01 (2008)
- Torchwood: Children of Earth (2009)
- Testimoni silenziosi (Silent Witness) – serie TV, 2 episodi (2010)
- L'ispettore Barnaby (Midsomer Murders) – serie TV, episodio 13x02 (2010)
- Lewis – serie TV, episodio Fearful Symmetry (2012)
- Ripper Street – serie TV, 9 episodi (2013-2016)
- Broadchurch – serie TV, 4 episodi (2015)
- Delitti in Paradiso (Death in Paradise) – serie TV, episodio 5x02 (2016)
- Maigret – serie TV, 4 episodi (2016-2017)
- Cobra - Unità anticrisi (Cobra) – serie TV, 12 episodi (2020-2023)
- Le relazioni pericolose (Dangerous Liaisons) – serie TV, 3 episodi (2022)
- Domino Day – serie TV, 5 episodi (2024)

## Riconoscimenti
A novembre del 2008, l'attrice ha vinto un Premio Emmy come "Miglior Attrice" per il ruolo interpretato in Forgiven, dramma tratto da una storia reale.

## Doppiatrici italiane
Nelle versioni in italiano delle opere in cui ha recitato, Lucy Cohu è stata doppiata da:
- Giò Giò Rapattoni in Becoming Jane - Il ritratto di una donna contro
- Roberta Paladini in Broadchurch
- Roberta Greganti in Maigret
- Anna Cugini in Cobra - Unità anticrisi
- Melina Martello ne Le relazioni pericolose